# ونوم (کامیک بوک)
ونوم  (به انگلیسی: Venom) عنوان چندین کامیک بوک آمریکایی است و منتشر شده توسط مارول کامیکس است که هدف کامیک بوک این است تا نسخه‌های مختلف ابرقهرمانانه و ابرشرورانه ونوم را به‌نمایش بگذارد، و ونوم، متعلق به نژادی آمورف (بدون ساختار فیزیکی) زیست فرازمینی تحت عنوان سیمبیوت است و معمولاً به‌یک میزبان انسان نیاز دارد. اولین شکل واقعی این شخصیت، در سومین میزبان و میزبان کنونی او، (اولین میزبان‌های ونوم، شامل‌اند از مرد عنکبوتی و تل-کار) یعنی ادی براک، شکل گرفت و از سال ۲۰۱۱، سیمبیوت وارد پنجمین میزبانش، یعنی فلش تامپسون، شد. ونوم: محافظ مرگبار بعد از اتفاقاتی که برای براک افتاد، شروع شد، و این مجموعهٔ محدود دارای هجده شماره‌است و از فوریهٔ ۱۹۹۳ تا ژانویهٔ ۱۹۹۸ به‌صورت ماهانه منتشر شد. بعد از آن، کامیک دیگری در سال ۲۰۰۳ به‌صورت ماهانه برای ونوم منتشر شد، که دارای شخصیت جدیدی به‌نام پاتریشیا رابرتسون، و یک کلون از سیمبیوت ونوم واقعی بود. این کامیک بوک، پس از هجده شماره در سال ۲۰۰۴، به‌پایان رسید. بعد از آن، در سال ۲۰۱۱، یک کامیک دیگری برای ونوم به‌صورت ماهانه منتشر شد که این‌بار فلش تامپسون میزبان ونوم و شخصیت اصلی کامیک بود. این کامیک هم پس از ۴۲ شماره، در سال ۲۰۱۳ به‌پایان رسید.